# Julija Efimova
Julija Andreevna Efimova (in russo Юлия Андреевна Ефимова?; Groznyj, 3 aprile 1992) è una nuotatrice russa medaglia di bronzo nei 200 metri rana alle Olimpiadi di Londra 2012 e due volte medaglia d'argento a Rio de Janeiro 2016.

## Carriera
Atleta già medagliata nei 50, 100 e 200 m rana agli europei giovanili di Anversa 2007 (in totale due ori e un argento), Efimova ha fatto il suo debutto internazionale da senior in occasione dei campionati europei in vasca corta di Debrecen 2007 vincendo tre medaglie d'oro nelle stesse distanze a rana.
La nuotatrice russa ha in seguito partecipato ai Giochi olimpici di Pechino 2008 mancando il terzo posto nei 100 m rana posizionandosi nove centesimi di secondo dietro Mirna Jukić; ha preso parte anche ai 200 m rana e alla staffetta 4x100 m misti ottenendo il quinto posto in entrambe le gare. Si è rifatta alle successive Olimpiadi di Londra 2012 vincendo la medaglia di bronzo nei 200 m rana, mentre è rimasta fuori dal podio nei 100 m rana e nella staffetta 4x100 m misti (rispettivamente settimo e quarto posto).
Nell'ottobre 2013 Julija Efimova è risultata positiva allo steroide deidroepiandrosterone (DHEA), venendo squalificata per 16 mesi dal comitato antidoping della FINA. Al suo rientro alla competizione agonistica, avvenuto durante i mondiali di Kazan' 2015, ha vinto l'oro nei 100 m rana e il bronzo nei 50 m dello stesso stile.
Un nuovo controllo antidoping risalente a febbraio 2016, risultato stavolta positivo al meldonium, le fa rischiare la squalifica a vita. Il ricorso al TAS le permette di partecipare in extremis ai Giochi olimpici di Rio de Janeiro 2016 dove vince l'argento nei 100 m e 200 m rana tra i fischi del pubblico e le critiche degli altri atleti.

## Palmarès
- Giochi olimpici

Londra 2012: bronzo nei 200m rana.
Rio de Janeiro 2016: argento nei 100m rana e nei 200m rana.
- Mondiali

Roma 2009: oro nei 50m rana e argento nei 100m rana.
Shanghai 2011: argento nei 50m rana e nei 200m rana.
Barcellona 2013: oro nei 50m rana e nei 200m rana, argento nei 100m rana e bronzo nella 4x100m misti.
Kazan 2015: oro nei 100m rana e bronzo nei 50m rana.
Budapest 2017: oro nei 200m rana, argento nei 50m rana e nella 4x100m misti e bronzo nei 100m rana.
Gwangju 2019: oro nei 200m rana, argento nei 100m rana e bronzo nei 50m rana.
- Mondiali in vasca corta

Manchester 2008: bronzo nei 200m rana.
- Europei

Eindhoven 2008: oro nei 200m rana, argento nei 50m rana e nella 4x100m misti.
Budapest 2010: oro nei 50m rana e nei 100m rana.
Glasgow 2018: oro nei 50m rana, nei 100m rana, nei 200m rana e nella 4x100m misti, argento nella 4x100m misti mista.
Budapest 2020: argento nella 4x100m misti, bronzo nei 50m rana e nei 200m rana.
- Europei in vasca corta

Debrecen 2007: oro nei 50m rana, nei 100m rana e nei 200m rana.
Herning 2013: oro nei 50m rana, nei 200m rana, nella 4x50m misti e nella 4x50m misti mista e argento nei 100m rana. Risultati cancellati per doping
- Universiadi

Kazan 2013: oro nei 50m rana, nei 100m rana, nei 200m rana e nella 4x100m misti.
- Europei giovanili

Anversa 2007: oro nei 50m rana e nei 200m rana e argento nei 100m rana.